# The Everlasting Whisper
The Everlasting Whisper is een Amerikaanse western uit 1925. De film is gebaseerd op het boek The Everlasting Whisper, a Tale of the California Wilderness uit 1922 van Jackson Gregory. De stomme film is verloren gegaan. De film werd in Nederland uitgebracht onder de titel Tom de woudlooper.
De film werd goed ontvangen door recensenten, die schreven dat Mix' 'jonge bewonderaars ongetwijfeld van de film zouden genieten'.

## Verhaal
Cowboy Mark King (Tom Mix) komt de oude mijnwerker Honeycutt (George Berrell) te hulp, die hem op zijn beurt uit dankbaarheid de locatie van een geheime goudmijn vertelt. Om bij die mijn te komen, moet King echter vechten met de boosaardige springruiter Gratton (Robert Cain), die ook achter de mijn aan zit en wiens verloofde Gloria (Alice Calhoun) eerder door King was gered van een val van een klif. Hij verslaat Gratton en wint zowel het goud als het meisje.

## Rolverdeling
| Acteur           | Personage     |
| ---------------- | ------------- |
| Tom Mix          | Mark King     |
| Alice Calhoun    | Gloria Gaynor |
| Robert Cain      | Gratton       |
| George Berrell   | Old Honeycutt |
| Walter James     | Aswin Brody   |
| Virginia Madison | Mrs. Gaynor   |
| Karl Dane        | Jarrold       |
| Tony het paard   | Marks paard   |